# محمد غنوم
رسام وفنان تشكيلي سوري من مواليد دمشق 1949 . بدأ حياته الفنية برسم الأحياء الدمشقية القديمة والطبيعة الصامتة والبورتريه بطريقة واقعية، مستخدماً كل أنواع التقنيات من زيتي ومائي وباستيل وخشب وأكريليك، ولم ينقطع في تلك المرحلة عن استعادة جماليات الخط العربي في لوحاته.

## اسلوبه الفني
اتجه في معظم لوحاته، لإظهار العقلنة التي تتوازن مع حركة الانفعالات، وقدم التكوينات المدروسة، القائمة على دراسة متأنية لقواعد الخط العربي، مبتعدا في ذلك عن الارتجال والعبثية ومعطيات الصدفة، المتواجدة في أعمال عدد كبير من الفنانين الحروفيين العرب المعاصرين.
ففي أكثر الأحيان نجد في لوحاته ما يشبه الواحة أو الحديقة أو الأشكال الأخرى المكتنزة بالحروف والكلمات، حيث يجعل تكتلات الحروف تظهر أحيانا على هيئة رؤى تشكيلية، قادمة من تأملات مشاهد الطبيعة، ويخرج في أحيان كثيرة عن هذا السياق، محققا حرية وعفوية في تشكيل الحروف والكلمات، ومع ذلك فهو يعمل خلال تنقلاته وتحولاته، لإيجاد المزيد من الموازنة والموائمة، بين الاندفاعات العاطفية والرقابة العقلانية، رغم كل ما يبرزه من تحرر، في حركة الخطوط، من تلك السلطة الهندسية المعتمدة ضمن بعض عناصر اللوحة، وهو في كل الحالات، يعمل لتحويل الحروف إلى دلالات جمالية خالصة تتكرر وتتنوع من لوحة إلى أخرى.

## شهاداته
- خريج كلية الفنون الجميلة- قسم الديكور جامعة دمشق 1976
- دكتوراه فلسفة في علوم الفن جامعة طشقند ـ أوزبكستان1992

وهو حاليا متفرغ للعمل الفني بشكل تام .

## أعماله
أعماله مقتناة من قبل وزارة الثقافة السورية، المتحف الوطني بدمشق، قصر الشعب، متحف الجمعية الملكية الأردنية ـ الأردن، قصر المؤتمرات ـ الكويت، متحف الفنون الشرقية بموسكو، قاعة كبار الزوار ب مطار جدة الدولي ـ السعودية، وفي عدد من متاحف العالم، وفي عدد كبير من دول العالم ضمن مجموعات خاصة.

## معارض لوحاته
- أقام 15 معرضا في سورية من عام 1981 ولغاية 1994.
- أقام 19 معرضا في كل من (روما، باريس، وارسو، كراكوف، جدة، دبي) منذ عام 1980 وحتى 1995.

كما انه شارك في معظم المعارض السورية منذ عام 1973 وحتى 1995 الداخلية والخارجية.

## الجوائز
- جائزة الشراع الذهبي (معرض الجمعية الكويتية للفنون التشكيلية) الكويت 1981.
- الجائزة الأولى (مهرجان الخط)طهران1997 .
- الجائزة الأولى ( مهرجان الخط والموسيقى)أوبرني-فرنسا2000 .
- تم تكريمه من قبل وزارة الثقافة السورية عام 2004 .